# Herb powiatu bolesławieckiego
Herb powiatu bolesławieckiego – jeden z symboli powiatu bolesławieckiego, ustanowiony 26 września 2002 roku.

## Wygląd i symbolika
Herb przedstawia na tarczy późnogotyckiej w polu srebrnym orzeł dzielony w słup z tarczą sercową na piersi. W tarczy sercowej w polu złotym znak osobisty księcia Henryka Brodatego czarny (półksiężyc czarny barkiem ku podstawie z takimże krzyżem kawalerskim zaćwieczonym pośrodku). Od prawej bocznicy tarczy  połuorzeł czerwony z sierpową połuksiężycową srebrną przepaską poprzez pierś i skrzydło. Od lewej bocznicy tarczy połuorzeł czarny z sierpową przepaską połuksiężycową srebrną poprzez pierś i skrzydło.

## Historia
Prace nad stworzeniem herbu rozpoczęły się w kwietniu 2000 roku. Według projektu, opracowywanego przez Michała Marciniaka-Kożuchowskiego, herb miał początkowo przedstawiać Orła Śląskiego z symbolem Jadwigi Śląskiej.
Uchwałą z 23 listopada 2000 roku Rada Powiatu ustaliła wzór herbu i flagi powiatu. Herb miał przedstawiać na tarczy późnogotyckiej: w polu dwudzielnym w pas z tarczą sercową w tarczy sercowej w polu złotym czarny półksiężyc, barkiem ku podstawie, z czarnym krzyżem kawalerskim zaćwieczonym pośrodku, w polu górnym srebrnym czerwono-czarny półorzeł dzielony w słup ze srebrną sierpową przepaską przez skrzydła i pierś, zaś w polu dolnym błękitnym mur złoty z pięcioma cieniami. Herb miał odnosić się do historycznych powiązań ziemi bolesławieckiej. Dolne pole herbu pochodziło z herbu Górnych Łużyc. Srebrne pole (bez podziałów) miało symbolizować linię świdnicko-jaworską Piastów śląskich, która najdłużej pozostała nieshołdowana Czechom. Rysunek tarczy sercowej miał zaś odnosić się do osobistego symbolu Henryka Brodatego.
Wzór herbu został zmieniony uchwałą z 27 września 2001 roku, która całkowicie usuwała ustalone rok wcześniej dolne pole herbu. W niezmienionym kształcie herb został przyjęty uchwałą z 26 września 2002 roku.
Obecny wzór herbu został ustalony w statucie powiatu, obowiązującym od 30 listopada 2018 roku. Nieznacznie różni się on od tego z uchwały z 2002 roku; zmieniono m.in. rysunek orła oraz powiększono tarczę sercową.

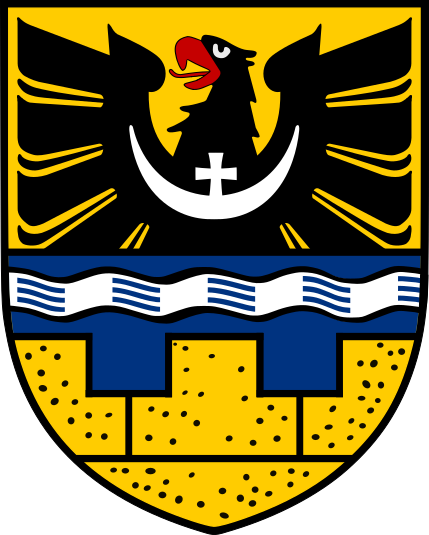
Herb Kreis Bunzlau, funkcjonującego na terenie ziemi bolesławieckiej do 1945 roku
Projekt herbu, przyjęty w 2000 roku
Wizerunek herbu, uchwalony w 2002 roku
Wizerunek herbu, obowiązujący od 2018 roku